# Dicranota basistylata
Dicranota (Rhaphidolabis) basistylata là một loài ruồi trong họ Pediciidae. Chúng phân bố ở vùng sinh thái Palearctic.